# 笑南
笑南は、吉本興業東京本社（東京吉本）に所属していたお笑いコンビである。ルミネtheよしもと、ヨシモト∞ホール等で活動していた。2009年に解散を発表した。。
　

## メンバー
- 出口惠一郎（でぐち けいいちろう、1982年3月21日 - ）
  - ツッコミ担当(ネタによってはボケ)、立ち位置は左。
  - 東京都出身。
  - 解散後は「前略寺」、「みそバーボン」といったコンビで活動し、SMA NEET PROJECTに移籍。
  - 趣味は音楽鑑賞。歌が上手く母は松山千春の大ファン。ファンへの対応が良い。
  - 天然パーマである。ジャケットを着用する事が多い。
- 鈴木皓至
  - ボケ担当(ネタによってはツッコミ)、立ち位置は右。
  - 神奈川県出身。早稲田大学教育学部卒
  - 解散後は放送作家。
  - 趣味は、人間観察、悩み相談。ファンへから声をかけられるとササッと逃げる。
  - ブログには常に５０以上のコメントが付く。父は大学教授。リストバンドを付けている事が多い。

## 概要
- 主にコントを行う。
- ネタには「血まみれの小学生」や「ペットの死」等、ダークなものをテーマにしたものが多く、エド・はるみやタカダ・コーポレーションなど比較的ポップな芸風な顔ぶれの１１期生の中心メンバーの中で特に異彩を放つ存在であった。
- トーク力に定評がありNSC東京１１期生で初のトークコーナーライブを行った。
- ヨシモト∞無限大内での「ほっしゃん。の血ぃ～１グランプリ」にてコンビ別々に個々でグランプリを獲得した唯一のコンビである。

## 出演

### テレビ
- ヨシモト∞芸人証券金曜日レギュラー(ヨシモトファンダンゴTV)
- 笑南の15分!!
- あらびき団（TBSテレビ）